# Хранитель Урожая

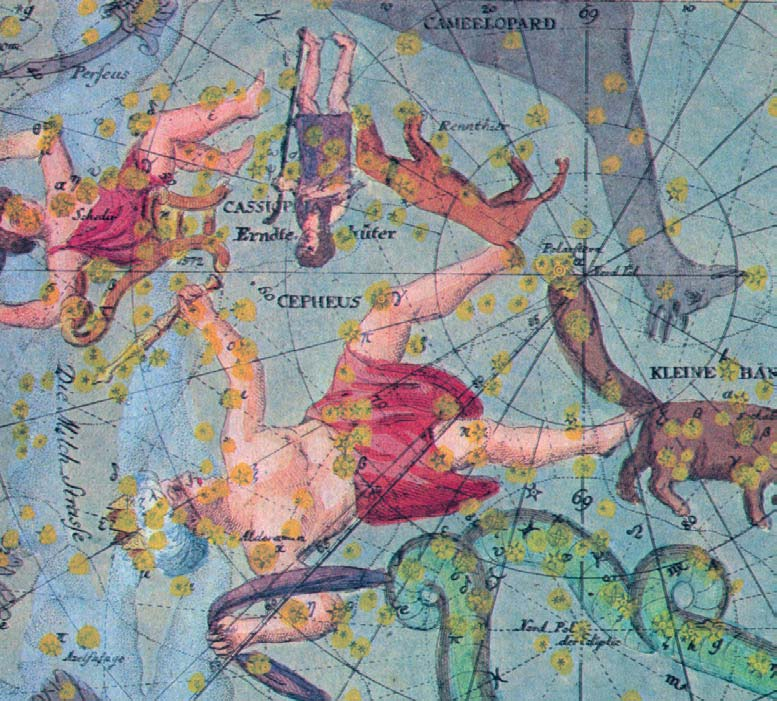
Созвездие «Хранитель урожая» (на спине у Жирафа, рядом с Северным Оленем)

Храни́тель Урожа́я (лат. Custos Messium) — отменённое созвездие северного полушария неба. Предложено Лаландом в 1775 году. Созвездие находилось между созвездий Жираф, Кассиопея и Цефей, около также впоследствии отменённого созвездия Северный Олень. Эта область неба известна в европейских языках как «пшеничное поле», так что название созвездия ассоциативно.
Латинское название созвездия «Custos Messium» созвучно с именем известного французского астронома Шарля Мессье, в честь которого оно было помещено на небо. В отечественной астрономической литературе это созвездие иногда называется «созвездие Мессье». Лаланд отмечал: «Это название всегда будет напоминать астрономам будущего о мужестве и прилежности нашего трудолюбивого наблюдателя Мессье, который с 1757 года, похоже, занят одним делом: патрулированием неба в поисках комет».
На картах звездного неба оно изображалось в виде стража, наблюдающего за полем пшеницы, и нередко подписывалось французским именем «Мессье». В этой области неба имеется только одна относительно яркая звезда (40 Кассиопеи) и нет иных примечательных объектов. Сам Мессье считал, что Лаланд выбрал эту область неба потому, что в ней была открыта комета 1774 года. Эта комета была единственной за 14 лет, которые прошли после смерти жены Мессье, открытой не Мессье — что было достаточно большим ударом для него.
Ныне созвездие не занесено Международным астрономическим союзом в официальный список созвездий.